# Oroszidecs
Oroszidecs (románul: Deleni, németül: Reussen) falu Romániában, Maros megyében, Erdélyben. Közigazgatásilag Alsóidecs községhez tartozik.

## Fekvése
440 m-es tengerszint feletti magasságban, Szászrégentől 10 km-re északkeletre található.